# Hoda Korosu
Hoda Korosu, o Naked/Kill - Arte marcial ficticia empleada por el personaje "Nicholai Hel" en el libro Shibumi de Trevanian (publicado 1979). El Hoda Korosu consiste en usar objetos cotidianos (tales como tazas de plástico, revistas, etc.) como arma letales. Puede verse como el arte de armas improvisadas, convirtiendo en peligroso cualquier objeto que este a mano. "Naked Kill" es también practicado por el villano de los Cómics de Marvel "Ghost-Maker".
- Datos: Q5853285